# Долгова, Евгения Андреевна
Евге́ния Андре́евна Долго́ва (род. 25 февраля 1985, Смоленск) — российский историк, специалист в области истории науки и техники, истории советского научно-технического комплекса, научно-технической политики. Доктор исторических наук, профессор, ведущий научный сотрудник Российского государственного гуманитарного университета. Автор свыше 150 научных и учебно-методических трудов.

## Биография
Евгения Андреевна Долгова родилась 25 февраля 1985 года в Смоленске (РСФСР, СССР).
В 2009 году окончила факультет политологии, истории и права Российского государственного гуманитарного университета. 
В 2013 году защитила диссертацию на соискание учёной степени кандидат исторических наук. Тема – «Методология исторической науки в работах Н. И. Кареева 1917—1931 гг.» (специальность 07.00.09 — историография, источниковедение и методы исторического исследования).
В 2020 году защитила диссертацию на соискание учёной степени доктора исторических наук. Тема – «Советское научное сообщество в 1918—1934 гг.: социальный, институциональный, публичный аспекты» (специальность 07.00.02 — отечественная история).
С 2013 года — работа в РГГУ: преподаватель, ст. преподаватель, доцент, профессор, директор Центра истории российской науки и научно-технологического развития.

## Сфера научных интересов
История и социология науки, научно-техническая политика, советский научно-технический комплекс, управление НИОКР, научные кадры

## Основные печатные труды

### Учебник
- Dolgova Evgeniya. Historia de la ciencia histórica. — Guatemala: Editorial ARA, 2020.

### Монографии
- Долгова Е. А. Рождение советской науки: учёные в 1920—1930-е гг. М.: Российский государственный гуманитарный университет, 2020. 471 с.
- Долгова Е. А. Конспект слушателя Института Красной профессуры: источник и исследование / Евгения Долгова. М.: РГГУ, 2022. 469 с.
- Управление наукой: путеводитель по советскому прошлому / отв. ред. Е.А. Долгова, науч. ред. Д.С. Секиринский; авт.: Е.А. Долгова, М.О. Окунева, М.В. Грибовский, Е.Ф. Синельникова, В.В. Слискова. М.: ИЦ РГГУ, 2024.
- Наука большой страны: советский опыт управления / Под ред. Е.А. Долговой; авт: М.В. Грибовский, И.Г. Дежина, Е.А. Долгова, М.О. Окунева, Е.А. Стрельцова, Д.Л. Сапрыкин, С.Б. Ульянова. М.: РГГУ, 2023. 625 с
- Наука в СССР: о чем говорит статистика: инфографический альбом / Е.А. Долгова, Е.А. Стрельцова. М.: ИЦ РГГУ, 2023. 40 с.

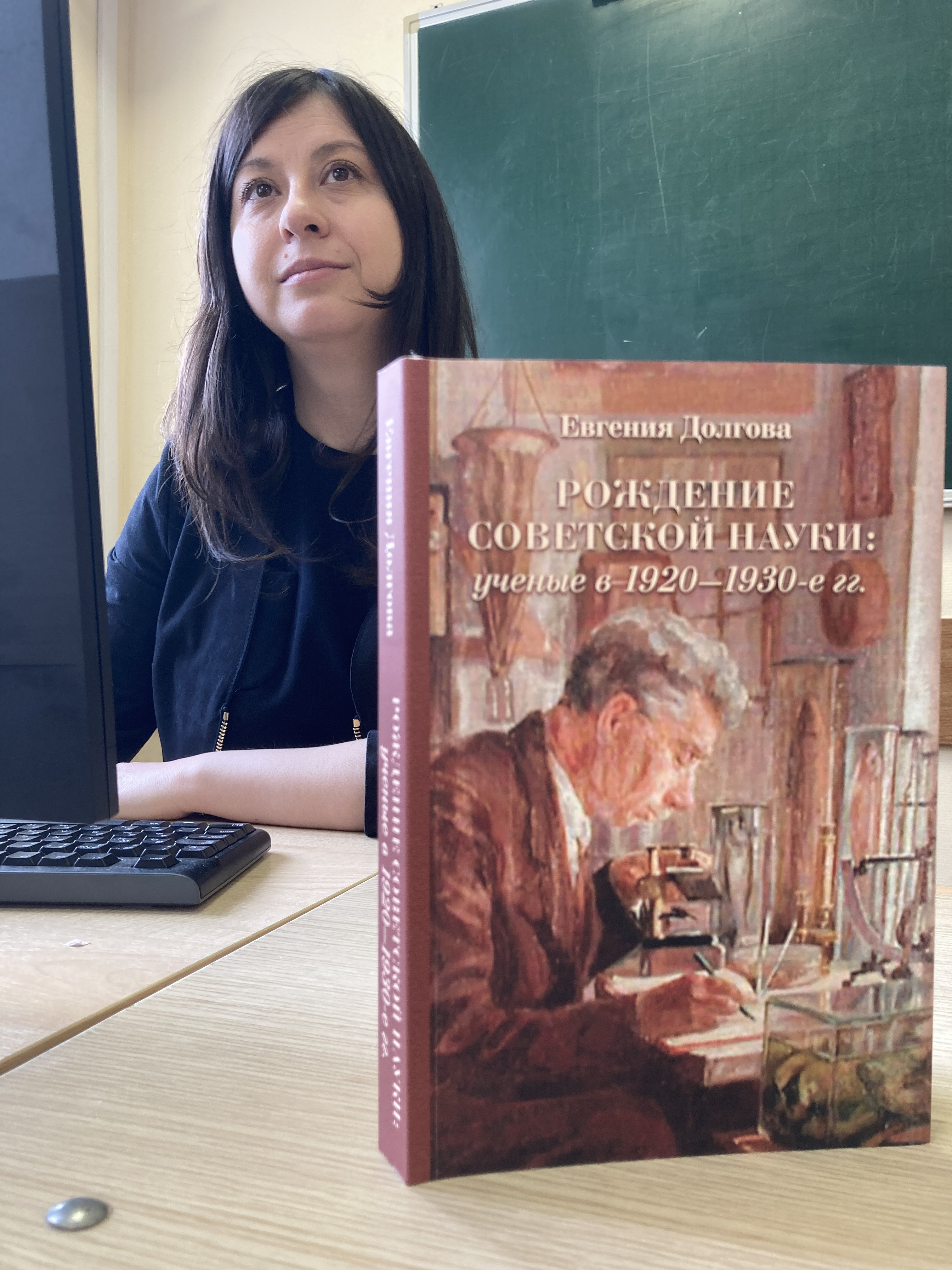
Долгова Е. А. на фоне своей монографии

### Сборник документов
- Учёный в эпоху перемен: Н. И. Кареев в 1914—1931 / Авт.-сост. Е. А. Долгова. — М.: РОССПЭН, 2015. — 512 с. — ISBN 978-5-8243-1916-3

### Избранные статьи
- Долгова Е. А. МНТК «Научные приборы»: организационные формы и модели хозяйствования на рубеже 1980–1990-х гг. // Социология науки и технологий. 2025. № 2. С. 94-115. https://doi.org/10.24412/2079-0910-2025-2-94-115
- Долгова Е.А. Московский пояс советских городов науки // Управление наукой: теория и практика. 2024. Т. 6. № 2. С. 235-251.
- Долгова Е.А. Как платили ученым: динамика и приоритеты советской научной политики // Известия Уральского федерального университета. Серия 2: Гуманитарные науки. 2025. Т. 27. № 1. С. 120-137.
- Долгова Е.А. Слушатели Института Красной профессуры: рекрутирование, академическое движение, трудоустройство // Социологический журнал. 2020. Т. 26. № 1. С. 124—140.
- Долгова Е. А., Стрельцова Е. А. «Добро пожаловать в клуб»: положение женщин в советской науке 1920-х годов // Социологические исследования. 2019. № 2.

## Членство в учёных советах
- Член Учёного совета РГГУ
- Председатель Совета молодых учёных РГГУ[1]
- Член Диссертационного совета РГГУ 24.2.366.03 (по историческим наукам)
- Руководитель образовательной программы 5.6.6. История науки и техники (аспирантура)
- Аккредитованный эксперт Федерального реестра экспертов научно-технической сферы (с 28.02.2023 г.)

## Общественное признание
- Участник проекта НАУКА В ЛИЦАХ-2024 г.
- Диссертационное исследование Е. А. Долговой на соискание учёной степени доктора исторических наук включено экспертным советом ВАК при Минобрнауки России по истории в число лучших диссертаций, защищённых в 2020 году. Аннотация диссертации представлена в журнале «Вестник Высшей аттестационной комиссии при Минобрнауки России» (2021, № 1).
- По результатам учёбы была включена в сборник «Лучшие выпускники Москвы – 2009»[1].

## Награды
- Лауреат премии Правительства Москвы молодым ученым за 2023 год
- Почетный знак Института истории естествознания и техники имени С.И. Вавилова Российской академии наук за вклад в историю науки и техники, 2022
- Премия Президента РФ для поддержки молодых учёных «Приоритетные национальные проекты: Образование» (2009)
- Премия Президента РФ для поддержки молодых учёных «Приоритетные национальные проекты: Образование» (2006)[1]